# Irlandia prehistoryczna

## Epoka lodowcowa
Epoka lodowcowa w Irlandii trwała od około 30 tys. do 14 tys. lat temu. W okresie tym poziom morza opadł i Irlandia uzyskała połączenie lądowe z Brytanią i z kontynentem europejskim. Pokrywa lodowa wzięła swój początek na półn.-wsch. krańcu wyspy i w końcu objęła ją całą. Kiedy lód ustąpił pozostały po nim charakterystyczne półokrągłe pagórki z głębokimi i lejkowatymi dolinami i niziny, na które lodowiec naniósł materiał osadowy. Fauna i flora pojawiła się dzięki lądowemu mostowi łączącemu wyspę z Europą. Następnie w wyniku ocieplenia klimatu, a tym samym roztopienia się lodowca pokrywającego kontynent, podniósł się poziom morza, a Irlandia otrzymała dzisiejszy kształt linii brzegowej.

## Mezolit(8000 p.n.e. – 4500 p.n.e.)
Pierwsi ludzie pojawili się w Irlandii docierając do niej w drewnianych łodziach z obecnej Szkocji, a wylądowali w okolicach hrabstwa Antrim około 8 tys. lat p.n.e. Było to jedno z ostatnich miejsc, w których osiedlił się człowiek. Ci mezolityczni osadnicy zajmowali się głównie myślistwem i zbieractwem i zamieszkiwali przeważnie wybrzeża oraz okolice rzek i jezior. Ich podstawowym schronieniem były chaty ze skór, które pakowali i ze sobą przenosili, co było konieczne ze względu na ich koczowniczy tryb życia. Używali krzemiennych narzędzi, a surowiec do ich produkcji wydobywali w półn.-wsch. części wyspy. Obiektem ich łowów były zwierzęta, ptaki i ryby, na które polowali za pomocą dzid, harpunów, łuków i strzał. Populacja w tym okresie była nieduża, a wnętrze wyspy praktycznie niezamieszkane i pokryte nieprzebytymi lasami.

## Neolit(4500 p.n.e. – 2500 p.n.e.)

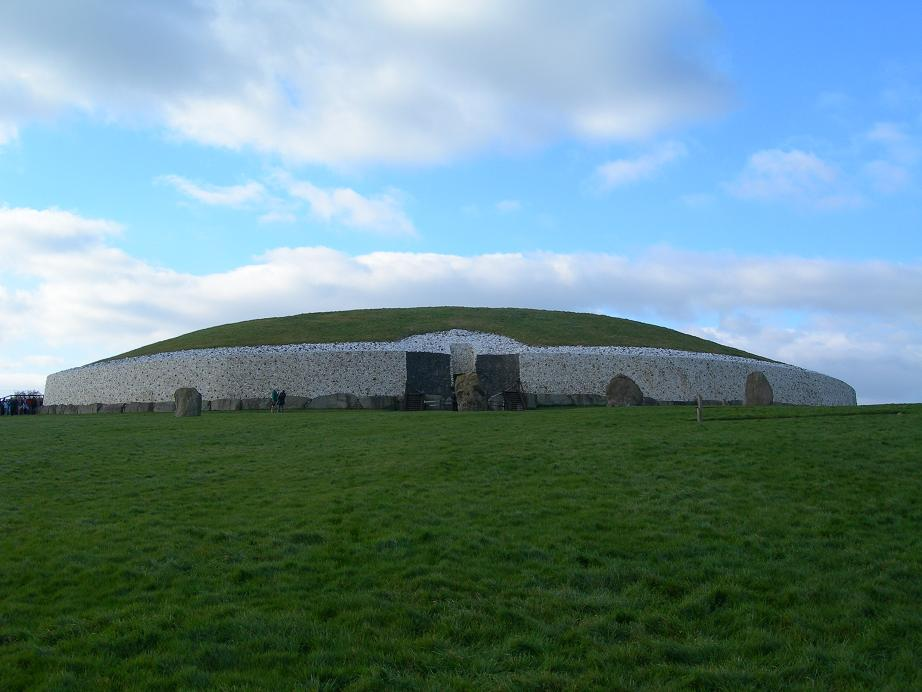
Grób korytarzowy Newgrange

Okres ten cechował się sprowadzeniem na wyspę rolnictwa oraz wyrabianiem ceramiki, a także dokładniejszą obróbką krzemienia. Pierwsi mieszkańcy wyspy zostali wchłonięci przez neolitycznych osadników przybyłych z Brytanii, którzy przynieśli ze sobą wyżej wspomniane umiejętności. Proces ten rozpoczął się około 4 tys. lat p.n.e. i trwał kilka stuleci. Zaczęto karczować lasy pod uprawę ziemi. Sprowadzono zboża, bydło, owce i kozy. Nowi przybysze mieszkali w stałych osadach złożonych z większych domów zbudowanych z drewna i pokrytych trzciną. Wypalano także proste naczynia z gliny w specjalnych piecach. Ci pierwsi rolnicy pozostawili po sobie sławne budowle megalityczne, które przypominają m.in. Stonehenge w Anglii, ale są dużo mniejsze. Obiekty takie znajdowano również we Francji, w Hiszpanii i Portugalii. Większość z tych budowli znajduje się w północnej Irlandii. Można je podzielić na trzy typy:
- Grobowce dziedzińcowe – składające się z komory przykrytej ziemią z przedsionkiem na zewnątrz.
- Grobowce portalowe albo inaczej dolmeny – składające się z trzech lub więcej kamieni podtrzymujących kamień stanowiący strop.
- Grobowce korytarzowe – składające się z kamiennego przejścia prowadzącego do kopca. Najsłynniejszym z grobowców korytarzowych jest Newgrange i Knowth. Wiadome jest, że budowle te na pewno służyły do pochówku, a także, że pełniły funkcję religijną, a być może były miejscem zebrań o charakterze politycznym lub wiecowym.

## Epoka brązu(2500 p.n.e. – 700 p.n.e.)
Sztuka wyrobu brązu będącego stopem miedzi i cyny przyszła na wyspę z Europy. Ruda miedzi była wydobywana w Irlandii, głównie w hrabstwie Kerry, natomiast cyna sprowadzana z Brytanii. Początkowo wyroby były produkowane przez wlewanie roztopionego brązu do specjalnej kamiennej formy. Z biegiem czasu doszło do usprawnienia wytopu głównie poprzez zastosowanie dwuczęściowych form, a następnie form glinianych. Wyroby, które w ten sposób powstawały to głównie topory, łopaty i szydła. Pod koniec tej epoki potrafiono już wyrabiać blachę z brązu. Wyrabiano także ozdoby ze złota oraz sprzęt liturgiczny.
W tym czasie doszło do pogorszenia się klimatu i duże obszary wyżynne pozbawione drzew przez ludzi neolitycznych zamieniły się w torfowiska. Mimo to rolnicy byli w dalszym ciągu zmuszeni do wyrębu lasu pod uprawę. Pozostałości archeologiczne z tego okresu są znajdowane głównie na zabagnionych terenach (posiadających właściwości konserwujące), a znalazły się w tych miejscach głównie dlatego, że odbywały się tam prawdopodobnie ceremonie religijne. W okresie tym wzrosła liczba ludności, pojawił się handel pomiędzy sąsiadującymi społecznościami, dochodziło też jednak do wojen plemiennych. Ludzie mieszkali w chatach, których ściany były uplecione z wikliny lub zbudowane z bali drewnianych. Gotowano głównie na zewnątrz w paleniskach tzw."fulachtaí fia", gdzie gorące kamienie były używane do zagotowania wody i przyrządzenia w niej mięsa. Zaczynały się kształtować podziały klasowe, które nie były jeszcze dobrze widoczne, ale wąska grupa arystokracji dążyła w coraz większym stopniu do zagarnięcia jak największej liczby dóbr.

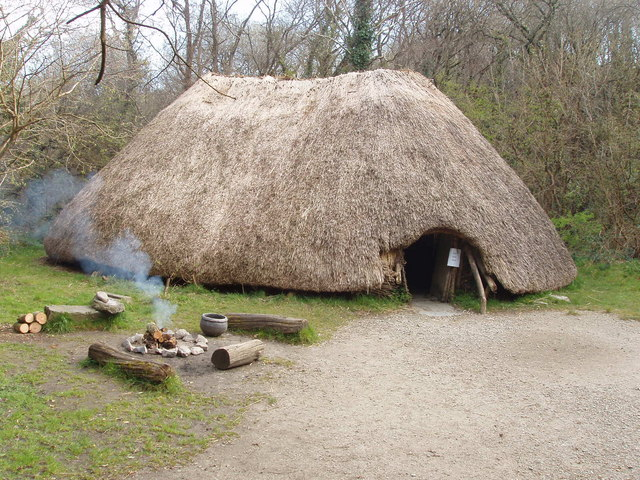
Rekonstrukcja chaty wczesnych irlandzkich rolników – Irish National Heritage Park

W epoce brązu nie występują już charakterystyczne dla neolitu grobowce korytarzowe. Przeważa głównie pochówek w grobowcach o klinowatym kształcie, które składają się z kamiennej komory przykrytej ziemią. Inne konstrukcje to nasypy ziemne o kształcie koła w których miały miejsce ofiary ze zwierząt. Znajdują się one głównie na obszarze Munsteru i Ulsteru.

## Epoka żelaza
Około 700 r. p.n.e. kultura celtycka, która obejmowała coraz większy obszar w Europie dotarła do Brytanii i Irlandii. Celtowie znali już żelazo, którego używali do wyrobu broni, naczyń oraz innych przedmiotów. Żelazo było trudniejsze do wytopienia, ale było także bardziej trwałe i mocniejsze od brązu.
Celtowie stworzyli w Irlandii około stu małych królestw zwanych "túath", rządzonych przez królów. Często dochodziło do zawierania przymierzy pomiędzy poszczególnymi królestwami. Czasami dochodziło do sytuacji, że jeden z królów podporządkowywał sobie innych władców na jakimś obszarze
i wówczas można mówić o prowincjach. Kultura celtycka opierała się na "systemie honoru". Wojownicy uzyskiwali go za zasługi na polu bitwy. Wojny były toczone głównie przez arystokrację, podczas gdy chłopi pozostawali w swoich gospodarstwach, pracując prawie jak niewolnicy dla swojego króla. Cały system społeczny opierał się na tzw. "Prawie Brehonów", w którym sankcje stanowiły głównie grzywny pieniężne zależne od pozycji ofiary. Nie istniała kara śmierci.
Religia Celtów opierała się głównie na czci obiektów przyrody takich jak drzewa czy rzeki. Znaleziska archeologiczne w postaci kamieni z wyrytymi znakami dowodzą ich używania w ceremoniach religijnych.
Około 43 r. n.e. Rzym podbił celtycką Brytanię. Wówczas Irlandia i Szkocja pozostały jedynymi wolnymi celtyckimi terenami. W dalszym ciągu istniała wymiana handlowa pomiędzy Brytanią a Irlandią. Około 400 r. n.e. wraz z upadkiem Rzymu, Irlandczycy najechali na wybrzeża Brytanii, a następnie założyli swoje osady w Kornwalii, Walii i Szkocji. Wszyscy zostali pokonani przez Brytów z wyjątkiem terenów Szkocji (plemię "Dal Riata"), gdzie ostatecznie irlandzcy Celtowie stworzyli podstawę dla przyszłego królestwa Szkocji. Znaleziska archeologiczne z tego okresu to głównie pozostałości pałacu królewskiego w Emain Macha i w Tarze oraz kamienne forty.